# فندق‌شکن و چهار قلمرو
فندق‌شکن و چهار قلمرو (به انگلیسی: The Nutcracker and the Four Realms) یک فیلم فانتزی ماجراجویی آمریکایی به کارگردانی مشترک لاسه هالستروم و جو جانستون و نویسندگی اشلی پاول و توماس مک‌کارتی است که اقتباسی از داستان فندق‌شکن و شاه موش‌ها به قلم ارنست هوفمان و باله فندق‌شکن اثر آهنگساز روسی پیوتر ایلیچ چایکوفسکی دربارهٔ دختر جوانی است که از میان هدایای خانوادگی یک عروسک فندق‌شکن پیدا می‌کند و از طرف والدینش وظیفه مراقبت ویژه از آن را به عهده می‌گیرد. در این فیلم بازیگرانی همچون کیرا نایتلی، مک‌کنزی فوی، اوگینو دربز، متیو مک‌فادین، ریچارد ای گرانت، هلن میرن و مورگان فریمن ایفای نقش می‌کنند. فندق‌شکن و چهار قلمرو توسط والت دیزنی پیکچرز در تاریخ ۲ نوامبر ۲۰۱۸ به نمایش درآمد.
فندق‌شکن و چهار قلمرو ۱۷۳ میلیون دلار در سراسر جهان فروش کرده‌است در حالی که بودجه ساختش ۱۲۰ میلیون دلار بوده‌است. فیلم به‌طور کلی با واکنش‌های نامطلوبی همراه بود؛ و منتقدان فیلم را «بی‌روح» و «نامفهوم» برشمردند و به سرعت کند پیشروی داستان و کمبود رقص در آن انتقاد کردند، اگرچه جلوه‌های بصری آن مورد ستایش قرار گرفت.

## بازیگران
- مک‌کنزی فوی در نقش کلارا
- کیرا نایتلی در نقش پری آب‌نبات
- اوگینو دربز در نقش پادشاه سرزمین گل
- متیو مک‌فادین در نقش آقای استالبام
- ریچارد ای گرانت در نقش پادشاه سرزمین برفی
- میستی کوپلند در نقش بالرینا
- هلن میرن در نقش مادر زنجبیل
- مورگان فریمن در نقش دروسلمایر
- جیدن فاوورا-نایت در نقش فیلیپ
- میراندا هارت در نقش پری قطره شبنم
- الی بمبر در نقش لوئیز